# Saad Lamjarred
Saad Lamjarred (o Saad Al Mjarad, en grafía árabe: سعد لمجرد) es un cantante y actor marroquí. Nació el 7 de abril de 1985 en Rabat (Marruecos). Se desempeña como cantante, bailarín, productor musical, multinstrumentista y actor marroquí. Estuvo mucho tiempo entre los 10 cantantes más vistos en los canales de reproducción de música en Medio Oriente. En el sitio de Youtube, su video LM3ALLEM recibió más de mil millones de visitas.
En 2015, su vídeo «Al Maallem», batió un récord en el mundo árabe al recibir 659 millones de visitas. Ese mismo año, el rey Mohammed VI le otorgó uno de los más altos honores nacionales de Marruecos.
En 2020, se vio obligado a cancelar su recital en Egipto cancelado tras tantas críticas en redes sociales  por sus múltiples denuncias por violación sexual en Estados UNidos, Francia y Marruecos.
En 2023, el  Tribunal de París lo condenó a seis años de prisión por el delito de violación sexual.

## Biografía
Saad Lamjarred nació el 7 de abril de 1985 en Rabat (Marruecos). Es hijo del cantante Bachir Lamjarred, más conocido con el nombre de Bachir Abdou, y de la actriz Nezha Regragui. Por eso eligió el canto y la música como vocación. Desde muy temprano aprendió a tocar el piano, lo que le llevó a cantar y elegir la misma profesión que su padre y también se convirtió en actor al igual que su madre.
En 2007, comenzó su carrera participando del programa “Super Star”. En 2014, fue nominado a Mejor Acto de Oriente Medio en los MTV Europe Music Awards.
En 2015, su vídeo «Al Maallem», batió un récord en el mundo árabe al recibir 659 millones de visitas.
En el sitio de Youtube, su video LM3ALLEM recibió más de mil millones de visitas.
En 2020, se vio obligado a cancelar su recital en Egipto cancelado tras tantas críticas en redes sociales  por sus denuncias de violación.
En 2015, el rey Mohammed VI le otorgó uno de los más altos honores nacionales de Marruecos.

## Denuncias
En 2010, fue detenido en Nueva York acusado de violación, pero se fugó. En 2015, fue denunciado nuevamente por una violación acaecida en Casablanca, pero la causa no prosperó.
En 2016, fue denunciado nuevamente acusado de haber violado y golpeado a una joven de 20 años en París, Francia. Tal era su fama que el rey Mohamed VI pagó los honorarios de los abogados que lo defendieron ante la Justicia francesa.
Había estados preso durante seis meses por violación con agravantes pero quedó  en libertad condicional en 2017. Viajó a su país natal y grabó Ghazali, ghazali. Además se supo que estaba drogado al momento de la violación y que había golpeado a la mujer.
En 2017, fue denunciado por tercera vez por violación. En 2018, fue denunciado nuevamente por violación en Saint-Tropez.
En total, fue denunciado cuatro veces por violación. Dos veces en Francia, una vez en Casablanca y una vez en los Estados Unidos.
En su país hubo una gran manifestación en su apoyo en la que participaron famosos cantantes marroquíes con la consigna Todos somos Saad.

## Condena
En 2023, el  Tribunal de París lo condenó a seis años de prisión por el delito de violación sexual. Se supo que el cantante también será juzgado por otro caso de violación en otro tribunal del sur de Francia.

## Premios
- MTV Europe Music Awards
- Morocco Music Awards
- Guinness World Record Achievement[14]
- Murex d'Or
- Dear Guest
- Big Apple Music Awards
- Anghami (More than 100 millions plays)
- ANMA : Arab Nation Music Awards
- The Diamond Creator Award (more than 10 millions subscribe)
- The first Arab and African to reach ten million subscribers (10 million subscribe) to his YouTube channel

## Discografía
Álbum
- 2013: Wala Alik

Sencillos con otros cantantes (colaboraciones)
1. Wa'adini
2. Baheb Elly Byekrahni
3. L'mima
4. Salina
5. Enty (feat Dj Van)
6. Wana Ma'ak (feat Asmaa Lamnawar)
7. Aaziz ou Ghali (feat Bachir Abdou)
8. Ya Ensan (feat Saleh Alkurd)
9. Lmaalem (feat The Paradise)
10. Ana Machi Sahel
11. Ghaltana
12. Let Go
13. Ghazali
14. Ya Allah
15. Casablanca
16. Baddek Eih
17. Njibek
18. Ensay mohamed ramadan